# سریجکا
سریجکا (به لاتین: Sreshka) یک منطقهٔ مسکونی در عراق است که در شهرستان تلکیف واقع شده‌است.